# Campeonato Mundial de Ginástica Artística de 2019
O Campeonato Mundial de Ginástica Artística de 2019 foi 49ª edição da competição e ocorreu entre os dias 4 e 13 de outubro no Hanns-Martin-Schleyer-Halle em Stuttgart, Alemanha. O evento foi classificatório de equipes e ginastas no individual geral e por aparelhos aos Jogos Olímpicos de 2020, em Tóquio, totalizando 134 vagas em disputa.

## Calendário
Listado na hora local (UTC+2).
GM – Grupo Misto.
| Data                        | Sessão                               | Horário               | Subdivisões                                                                 |
| --------------------------- | ------------------------------------ | --------------------- | --------------------------------------------------------------------------- |
| Terça-feira, 3 de outubro   | Cerimônia de abertura                | Cerimônia de abertura | Cerimônia de abertura                                                       |
| Sexta-feira, 4 de outubro   | Qualificatória femininina (WAG)      | 9:00 AM               | WAG: Subdivisão 1 GM 24, Ucrânia, Austrália, GM 13                          |
| Sexta-feira, 4 de outubro   | Qualificatória femininina (WAG)      | 11:00 AM              | WAG: Subdivisão 2 GM 15, GM 23, República Tcheca, Bélgica                   |
| Sexta-feira, 4 de outubro   | Qualificatória femininina (WAG)      | 1:30 PM               | WAG: Subdivisão 3 Egito, Alemanha, GM 20, GM 2                              |
| Sexta-feira, 4 de outubro   | Qualificatória femininina (WAG)      | 3:30 PM               | WAG: Subdivisão 4 GM 17, GM 8, Coreia do Norte, Coreia do Sul               |
| Sexta-feira, 4 de outubro   | Qualificatória femininina (WAG)      | 6:00 PM               | WAG: Subdivisão 5 GM 5, Romênia, GM 21, França                              |
| Sexta-feira, 4 de outubro   | Qualificatória femininina (WAG)      | 8:00 PM               | WAG: Subdivisão 6 China, Canada, GM 4, GM 10                                |
| Sábado, 5 de outubro        | Qualificatória femininina (WAG)      | 9:00 AM               | WAG: Subdivisão 7 GM 12, Grã-Bretanha, GM 16, Itália                        |
| Sábado, 5 de outubro        | Qualificatória femininina (WAG)      | 11:00 AM              | WAG: Subdivisão 8 GM 11, Espanha, Países Baixos, GM 6                       |
| Sábado, 5 de outubro        | Qualificatória femininina (WAG)      | 1:30 PM               | WAG: Subdivisão 9 GM 9, México, GM 7, Japão                                 |
| Sábado, 5 de outubro        | Qualificatória femininina (WAG)      | 3:30 PM               | WAG: Subdivisão 10 GM 14, Argentina, Rússia, GM 18                          |
| Sábado, 5 de outubro        | Qualificatória femininina (WAG)      | 6:00 PM               | WAG: Subdivisão 11 GM 22, Hungria, Suíça, GM 1                              |
| Sábado, 5 de outubro        | Qualificatória femininina (WAG)      | 8:00 PM               | WAG: Subdivisão 12 Brasil, GM 19, GM 3, Estados Unidos                      |
| Domingo, 6 de outubro       | Qualificatória masculina (MAG)       | 10:00 AM              | MAG: Subdivisão 1 Itália, Taipé Chinesa, Cazaquistão, GM 21, GM 19, GM 2    |
| Domingo, 6 de outubro       | Qualificatória masculina (MAG)       | 1:00 PM               | MAG: Subdivisão 2 Noruéga, GM 9, GM 7, Hungria, GM 12, França               |
| Domingo, 6 de outubro       | Qualificatória masculina (MAG)       | 4:30 PM               | MAG: Subdivisão 3 Rússia, Bielorrússia, GM 6, Turquia, GM 4, GM 20          |
| Domingo, 6 de outubro       | Qualificatória masculina (MAG)       | 7:30 PM               | MAG: Subdivisão 4 GM 1, GM 13, GM 10, Espanha, Alemanha, Brasil             |
| Segunda-feira, 7 de outubro | Qualificatória masculina (MAG)       | 10:00 AM              | MAG: Subdivisão 5 Estados Unidos, Japão, Canadá, GM 14, GM 8, GM 23         |
| Segunda-feira, 7 de outubro | Qualificatória masculina (MAG)       | 1:00 PM               | MAG: Subdivisão 6 China, Bélgica, GM 5, Finlândia, GM 17, Austrália         |
| Segunda-feira, 7 de outubro | Qualificatória masculina (MAG)       | 4:30 PM               | MAG: Subdivisão 7 Ucrânia, Coreia do Sul, GM 22, Grã-Bretanha, GM 18, GM 11 |
| Segunda-feira, 7 de outubro | Qualificatória masculina (MAG)       | 7:30 PM               | MAG: Subdivisão 8 Países Baixos, GM 16, GM 3, Romênia, GM 15, Suíça         |
| Terça-feira, 8 de outubro   | Final por equipes femininina         | 2:30–5:05 PM          | 8 melhores das qualificatórias                                              |
| Quarta-feira, 9 de outubro  | Final por equipes masculina          | 1:45–5:00 PM          | 8 melhores das qualificatórias                                              |
| Quinta-feira, 10 de outubro | Final do individual geral femininino | 4:00–6:45 PM          | 24 melhores das qualificatórias                                             |
| Sexta-feira, 11 de outubro  | Final do individual geral masculino  | 4:00–7:25 PM          | 24 melhores das qualificatórias                                             |
| Sábado, 12 de outubro       | Finais por aparelhos                 | 4:00–7:50 PM          | MAG: Solo, Cavalo com alças, Argolas                                        |
| Sábado, 12 de outubro       | Finais por aparelhos                 | 4:00–7:50 PM          | WAG: Salto, Paralelas assimétricas                                          |
| Domingo, 13 de outubro      | Finais por aparelhos                 | 1:00–4:50 PM          | MAG: Salto, Barras paralelas, Barra fixa                                    |
| Domingo, 13 de outubro      | Finais por aparelhos                 | 1:00–4:50 PM          | WAG: Trave olímpica, Solo                                                   |
| Domingo, 13 de outubro      | Cerimônia de encerramento            |                       |                                                                             |

## Medalhistas
Masculino
| Evento                    | Ouro | Prata                                                                               | Bronze |
| ------------------------- | --- | ----------------------------------------------------------------------------------- | --- |
| Equipes detalhes          | Rússia · Denis Ablyazin · David Belyavskiy · Artur Dalaloyan · Nikita Nagornyy · Ivan Stretovich · Vladislav Polyashov‡ | China · Deng Shudi · Lin Chaopan · Sun Wei · Xiao Ruoteng · Zou Jingyuan · You Hao‡ | Japão · Daiki Hashimoto · Yuya Kamoto · Kazuma Kaya · Kakeru Tanigawa · Wataru Tanigawa · Shogo Nonomura‡ |
| Individual geral detalhes | Nikita Nagornyy | Artur Dalaloyan                                                                     | Oleg Vernyayev                                                                                            |
| Solo detalhes             | Carlos Yulo | Artem Dolgopyat                                                                     | Xiao Ruoteng                                                                                              |
| Cavalo com alças detalhes | Max Whitlock | Lee Chih-kai                                                                        | Rhys McClenaghan                                                                                          |
| Argolas detalhes          | İbrahim Çolak | Marco Lodadio                                                                       | Samir Aït Saïd                                                                                            |
| Salto detalhes            | Nikita Nagornyy | Artur Dalaloyan                                                                     | Igor Radivilov                                                                                            |
| Barras paralelas detalhes | Joe Fraser | Ahmet Önder                                                                         | Kazuma Kaya                                                                                               |
| Barra fixa detalhes       | Arthur Nory Mariano | Tin Srbić                                                                           | Artur Dalaloyan                                                                                           |

Feminino
| Evento                       | Ouro | Prata | Bronze |
| ---------------------------- | --- | --- | --- |
| Equipes detalhes             | Estados Unidos · Simone Biles · Jade Carey · Kara Eaker · Sunisa Lee · Grace McCallum · MyKayla Skinner‡ | Rússia · Anastasia Agafonova · Lilia Akhaimova · Angelina Melnikova · Aleksandra Shchekoldina · Daria Spiridonova · Maria Paseka‡ | Itália · Desirée Carofiglio · Alice D'Amato · Asia D'Amato · Elisa Iorio · Giorgia Villa · Martina Maggio‡ |
| Individual geral detalhes    | Simone Biles                                                                                             | Tang Xijing | Angelina Melnikova                                                                                         |
| Salto detalhes               | Simone Biles                                                                                             | Jade Carey | Ellie Downie                                                                                               |
| Barras assimétricas detalhes | Nina Derwael                                                                                             | Becky Downie | Sunisa Lee                                                                                                 |
| Trave detalhes               | Simone Biles                                                                                             | Liu Tingting | Li Shijia                                                                                                  |
| Solo detalhes                | Simone Biles                                                                                             | Sunisa Lee | Angelina Melnikova                                                                                         |

‡ – ginasta reserva

## Quadro de medalhas

### Geral
| Ordem | País           | Medalha de ouro | Medalha de prata | Medalha de bronze |    |
| ----- | -------------- | --------------- | ---------------- | ----------------- | -- |
| 1     | Estados Unidos | 5               | 2                | 1                 | 8  |
| 2     | Rússia         | 3               | 3                | 3                 | 9  |
| 3     | Grã-Bretanha   | 2               | 1                | 1                 | 4  |
| 4     | Turquia        | 1               | 1                |                   | 2  |
| 5     | Bélgica        | 1               |                  |                   | 1  |
|       | Brasil         | 1               |                  |                   | 1  |
|       | Filipinas      | 1               |                  |                   | 1  |
| 8     | China          |                 | 3                | 2                 | 5  |
| 9     | Itália         |                 | 1                | 1                 | 2  |
| 10    | Croácia        |                 | 1                |                   | 1  |
|       | Israel         |                 | 1                |                   | 1  |
|       | Taipé Chinesa  |                 | 1                |                   | 1  |
| 13    | Japão          |                 |                  | 2                 | 2  |
|       | Ucrânia        |                 |                  | 2                 | 2  |
| 15    | França         |                 |                  | 1                 | 1  |
|       | Irlanda        |                 |                  | 1                 | 1  |
| TOTAL | TOTAL          | 14              | 14               | 14                | 42 |

### Masculino
| Ordem | País          | Medalha de ouro | Medalha de prata | Medalha de bronze |    |
| ----- | ------------- | --------------- | ---------------- | ----------------- | -- |
| 1     | Rússia        | 3               | 2                | 1                 | 6  |
| 2     | Grã-Bretanha  | 2               |                  |                   | 2  |
| 4     | Turquia       | 1               | 1                |                   | 2  |
|       | Brasil        | 1               |                  |                   | 1  |
|       | Filipinas     | 1               |                  |                   | 1  |
| 6     | China         |                 | 1                | 1                 | 2  |
| 7     | Taipé Chinesa |                 | 1                |                   | 1  |
|       | Croácia       |                 | 1                |                   | 1  |
|       | Israel        |                 | 1                |                   | 1  |
|       | Itália        |                 | 1                |                   | 1  |
| 11    | Japão         |                 |                  | 2                 | 2  |
|       | Ucrânia       |                 |                  | 2                 | 2  |
| 13    | França        |                 |                  | 1                 | 1  |
|       | Irlanda       |                 |                  | 1                 | 1  |
| TOTAL | TOTAL         | 8               | 8                | 8                 | 24 |

### Feminino
| Ordem | País           | Medalha de ouro | Medalha de prata | Medalha de bronze |    |
| ----- | -------------- | --------------- | ---------------- | ----------------- | -- |
| 1     | Estados Unidos | 5               | 2                | 1                 | 8  |
| 2     | Bélgica        | 1               |                  |                   | 1  |
| 3     | China          |                 | 2                | 1                 | 5  |
| 4     | Rússia         |                 | 1                | 2                 | 3  |
| 5     | Grã-Bretanha   |                 | 1                | 1                 | 2  |
| 6     | Itália         |                 |                  | 1                 | 1  |
| TOTAL | TOTAL          | 6               | 6                | 6                 | 18 |

## Resultados masculinos

### Equipes
A Rússia conquistou seu primeiro ouro por equipes desde o colapso da União Soviética. O evento por equipes também marca a primeira vez que o Taipé Chinês chega à final por equipes e, como resultado, eles se classificam para as Olimpíadas de 2020 em Tóquio.
Competidores mais velhos e mais jovens
|            | Nome            | País  | Data de nascimento     | Idade                     |
| ---------- | --------------- | ----- | ---------------------- | ------------------------- |
| Mais novo  | Daiki Hashimoto | Japão | 7 de agosto de 2001    | 18 anos, 2 meses e 2 dias |
| Mais velho | Deng Shudi      | China | 10 de setembro de 1991 | 28 anos e 29 dias         |

| Pos. | Equipe               |            |            |            |            |            |            | Total   |
| ---- | -------------------- | ---------- | ---------- | ---------- | ---------- | ---------- | ---------- | ------- |
| 1    | Rússia               | 43.833 (1) | 41.832 (4) | 43.732 (1) | 44.432 (1) | 44.399 (2) | 43.498 (1) | 261.726 |
| 1    | Denis Ablyazin       |            |            | 14.533     |            |            |            | 261.726 |
| 1    | David Belyavskiy     |            | 14.000     |            |            | 15.133     |            | 261.726 |
| 1    | Artur Dalaloyan      | 14.633     |            | 14.666     | 14.966     | 13.966     | 14.366     | 261.726 |
| 1    | Nikita Nagornyy      | 14.900     | 14.166     | 14.533     | 15.066     | 15.300     | 14.466     | 261.726 |
| 1    | Ivan Stretovich      | 14.300     | 13.666     |            | 14.400     |            | 14.666     | 261.726 |
| 2    | China                | 43.333 (2) | 43.783 (1) | 43.366 (3) | 43.999 (2) | 45.141 (1) | 41.107 (5) | 260.729 |
| 2    | Deng Shudi           | 14.100     |            | 14.533     | 14.866     |            | 13.841     | 260.729 |
| 2    | Lin Chaopan          | 14.200     |            |            |            | 14.658     | 14.500     | 260.729 |
| 2    | Sun Wei              |            | 14.200     | 14.333     | 14.800     |            | 12.766     | 260.729 |
| 2    | Xiao Ruoteng         | 15.033     | 14.900     |            | 14.333     | 14.100     |            | 260.729 |
| 2    | Zou Jingyuan         |            | 14.683     | 14.500     |            | 16.383     |            | 260.729 |
| 3    | Japão                | 41.965 (5) | 43.399 (2) | 43.432 (2) | 43.874 (4) | 43.332 (4) | 42.157 (3) | 258.159 |
| 3    | Daiki Hashimoto      | 13.533     | 14.466     |            | 14.900     |            | 14.066     | 258.159 |
| 3    | Yuya Kamoto          |            |            | 14.766     |            | 14.133     | 13.866     | 258.159 |
| 3    | Kazuma Kaya          | 14.366     | 14.400     | 14.366     | 14.141     | 14.883     | 14.225     | 258.159 |
| 3    | Kakeru Tanigawa      | 14.066     | 14.533     |            |            | 14.366     |            | 258.159 |
| 3    | Wataru Tanigawa      |            |            | 14.300     | 14.833     |            |            | 258.159 |
| 4    | Estados Unidos       | 43.332 (3) | 40.799 (6) | 41.966 (5) | 42.700 (5) | 43.566 (3) | 42.215 (2) | 254.578 |
| 4    | Trevor Howard        |            |            | 13.900     |            |            |            | 254.578 |
| 4    | Sam Mikulak          | 14.666     | 13.966     | 14.233     | 14.200     | 15.200     | 14.666     | 254.578 |
| 4    | Akash Modi           |            | 13.900     |            | 14.200     | 14.266     | 14.016     | 254.578 |
| 4    | Yul Moldauer         | 14.400     | 12.933     | 13.833     | 14.300     | 14.100     |            | 254.578 |
| 4    | Shane Wiskus         | 14.266     |            |            |            |            | 13.533     | 254.578 |
| 5    | Grã-Bretanha         | 41.866 (6) | 41.233 (5) | 41.999 (4) | 43.899 (3) | 42.966 (5) | 39.648 (8) | 251.611 |
| 5    | Dominick Cunningham  | 14.466     |            | 13.700     | 14.400     |            |            | 251.611 |
| 5    | Joe Fraser           |            | 13.800     | 14.333     |            | 14.833     | 12.666     | 251.611 |
| 5    | James Hall           | 14.200     | 13.300     | 13.966     | 14.666     | 14.200     | 13.916     | 251.611 |
| 5    | Giarnni Regini-Moran | 13.200     |            |            | 14.833     | 13.933     |            | 251.611 |
| 5    | Max Whitlock         |            | 14.133     |            |            |            | 13.066     | 251.611 |
| 6    | Taipé Chinesa        | 41.432 (7) | 42.900 (3) | 41.365 (6) | 41.165 (8) | 40.266 (8) | 41.533 (4) | 248.243 |
| 6    | Hsu Ping-chien       |            | 13.400     |            | 13.666     |            | 13.033     | 248.243 |
| 6    | Lee Chih-kai         | 14.133     | 15.000     | 13.366     | 14.366     | 13.733     | 13.166     | 248.243 |
| 6    | Shiao Yu-jan         | 13.166     | 14.500     |            |            |            |            | 248.243 |
| 6    | Tang Chia-hung       | 14.133     |            | 13.866     | 13.133     | 13.533     | 14.916     | 248.243 |
| 6    | Yu Chao-wei          |            |            | 14.133     |            | 13.000     |            | 248.243 |
| 7    | Suíça                | 42.666 (4) | 39.841 (7) | 40.699 (8) | 41.666 (7) | 42.233 (6) | 39.933 (6) | 247.038 |
| 7    | Christian Baumann    |            | 12.233     | 13.633     |            | 13.900     |            | 247.038 |
| 7    | Pablo Brägger        | 14.100     |            |            | 13.100     | 13.833     | 13.000     | 247.038 |
| 7    | Benjamin Gischard    | 14.300     | 13.800     | 13.200     | 14.266     |            |            | 247.038 |
| 7    | Oliver Hegi          |            | 13.808     |            | 14.300     |            | 14.600     | 247.038 |
| 7    | Eddy Yusof           | 14.266     |            | 13.866     |            | 14.500     | 12.333     | 247.038 |
| 8    | Ucrânia              | 41.265 (8) | 39.633 (8) | 41.265 (7) | 42.299 (6) | 42.232 (7) | 39.899 (7) | 246.593 |
| 8    | Vladyslav Hryko      | 13.633     | 11.800     | 12.966     | 13.666     | 13.800     | 13.466     | 246.593 |
| 8    | Petro Pakhniuk       |            |            |            |            | 14.466     | 13.633     | 246.593 |
| 8    | Igor Radivilov       | 13.666     |            | 14.566     | 14.733     |            |            | 246.593 |
| 8    | Oleg Verniaiev       |            | 14.500     |            |            |            |            | 246.593 |
| 8    | Yevgen Yudenkov      | 13.966     | 13.333     | 13.733     | 13.900     | 13.966     | 12.800     | 246.593 |

### Individual geral
Kim Han-sol, da Coreia do Sul, retirou-se e foi substituído pelo primeiro suplente Loris Frasca] da França. O cubano Manrique Larduet também se retirou e foi substituído pelo segundo suplente Robert Tvorogal da Lituânia.
O campeão mundial de 2018 Artur Dalaloyan e o medalhista de bronze Nikita Nagornyy, ambos da Rússia, voltaram ao pódio pelo segundo ano consecutivo, conquistando prata e ouro, respectivamente. Oleg Verniaiev, da Ucrânia, medalhista de prata nos Jogos Olímpicos de 2016, conquistou sua primeira medalha mundial no individual geral. O medalhista de prata defensor Xiao Ruoteng da China perdeu por pouco o pódio geral pela primeira vez neste ciclo, terminando atrás de Verniaiev por menos de três décimos.
Competidores mais velhos e mais jovens
|            | Nome         | País      | Data de nascimento      | Idade                      |
| ---------- | ------------ | --------- | ----------------------- | -------------------------- |
| Mais novo  | Carlos Yulo  | Filipinas | 16 de fevereiro de 2000 | 19 anos, 7 meses e 26 dias |
| Mais velho | Andreas Toba | Alemanha  | 7 de outubro de 1990    | 29 anos, 3 meses e 1 dia   |

| Pos.              | Equipe          |        |        |        |        |        |        | Total  |
| ----------------- | --------------- | ------ | ------ | ------ | ------ | ------ | ------ | ------ |
| Medalha de ouro   | Nikita Nagornyy | 15.041 | 14.566 | 14.633 | 15.066 | 15.300 | 14.166 | 88.772 |
| Medalha de prata  | Artur Dalaloyan | 15.200 | 14.000 | 14.433 | 14.066 | 15.233 | 14.233 | 87.165 |
| Medalha de bronze | Oleg Verniaiev  | 14.166 | 14.866 | 14.000 | 14.800 | 15.475 | 13.666 | 86.973 |
| 4                 | Xiao Ruoteng    | 15.025 | 15.000 | 13.933 | 14.800 | 15.266 | 12.666 | 86.690 |
| 5                 | Sun Wei         | 14.033 | 14.991 | 13.966 | 14.600 | 14.933 | 14.000 | 86.523 |
| 6                 | Kazuma Kaya     | 14.300 | 14.566 | 14.300 | 14.000 | 15.000 | 13.733 | 85.899 |
| 7                 | Sam Mikulak     | 14.400 | 13.000 | 14.000 | 14.266 | 15.325 | 14.700 | 85.691 |
| 8                 | Joe Fraser      | 14.166 | 13.800 | 13.966 | 14.266 | 14.900 | 14.000 | 85.098 |
| 9                 | Petro Pakhniuk  | 14.033 | 14.233 | 13.433 | 14.566 | 14.900 | 13.766 | 84.931 |
| 10                | Carlos Yulo     | 14.633 | 12.816 | 13.666 | 14.600 | 14.833 | 13.500 | 84.048 |
| 11                | Tang Chia-hung  | 14.200 | 13.100 | 13.600 | 14.283 | 13.933 | 14.700 | 83.816 |
| 12                | Lee Chih-kai    | 14.300 | 15.000 | 13.166 | 14.366 | 13.866 | 13.100 | 83.798 |
| 13                | Caio Souza      | 13.833 | 13.033 | 13.933 | 14.366 | 14.700 | 13.900 | 83.765 |
| 14                | James Hall      | 14.200 | 14.066 | 13.633 | 14.633 | 14.200 | 12.800 | 83.532 |
| 15                | Pablo Brägger   | 14.225 | 13.200 | 13.400 | 12.900 | 14.666 | 14.433 | 82.824 |
| 16                | Yul Moldauer    | 13.666 | 13.133 | 13.733 | 14.366 | 14.666 | 12.766 | 82.330 |
| 17                | Ludovico Edalli | 13.533 | 13.800 | 13.366 | 13.866 | 13.600 | 13.733 | 81.898 |
| 18                | Loris Frasca    | 14.066 | 13.566 | 12.933 | 14.833 | 13.433 | 13.033 | 81.864 |
| 19                | Andreas Toba    | 13.500 | 12.566 | 13.600 | 14.366 | 13.908 | 13.700 | 81.640 |
| 20                | Lee Jung-hyo    | 13.666 | 14.000 | 13.566 | 14.200 | 14.000 | 11.991 | 81.423 |
| 21                | Milad Karimi    | 14.300 | 11.833 | 13.133 | 13.366 | 14.100 | 13.400 | 80.132 |
| 22                | Néstor Abad     | 12.200 | 12.666 | 13.700 | 14.233 | 13.766 | 13.533 | 80.098 |
| 23                | Oliver Hegi     | 12.266 | 14.233 | 12.766 | 12.966 | 14.066 | 12.333 | 78.630 |
| 24                | Robert Tvorogal | 13.233 | 11.633 | 13.166 | 13.700 | 13.833 | 11.700 | 77.265 |

### Solo
Carlos Yulo, o mais jovem competidor na final, melhorou sua medalha de bronze no Campeonato Mundial de 2018 para ganhar o primeiro título mundial das Filipinas em ginástica artística. Nenhuma ginasta japonês subiu ao pódio pela primeira vez desde o Campeonato Mundial de 2009; o melhor finalista da equipe nas qualificatórias, Daiki Hashimoto, foi o terceiro reserva.
Competidores mais velhos e mais jovens
|            | Nome                | País         | Data de nascimento      | Idade                      |
| ---------- | ------------------- | ------------ | ----------------------- | -------------------------- |
| Mais novo  | Carlos Yulo         | Filipinas    | 16 de fevereiro de 2000 | 19 anos, 7 meses e 26 dias |
| Mais velho | Dominick Cunningham | Grã-Bretanha | 9 de maio de 1995       | 24 anos, 5 meses e 3 dias  |

| Pos.              | Ginasta             | Nota D | Nota E | Pen.  | Total  |
| ----------------- | ------------------- | ------ | ------ | ----- | ------ |
| Medalha de ouro   | Carlos Yulo         | 6.500  | 8.800  |       | 15.300 |
| Medalha de prata  | Artem Dolgopyat     | 6.400  | 8.800  |       | 15.200 |
| Medalha de bronze | Xiao Ruoteng        | 6.200  | 8.733  |       | 14.933 |
| 4                 | Artur Dalaloyan     | 6.200  | 8.600  |       | 14.800 |
| 5                 | Lin Chaopan         | 6.200  | 8.500  |       | 14.700 |
| 6                 | Nikita Nagornyy     | 6.200  | 8.266  | 0.300 | 14.166 |
| 7                 | Kim Han-sol         | 6.300  | 7.533  |       | 13.833 |
| 8                 | Dominick Cunningham | 6.100  | 7.566  | 0.100 | 13.566 |

### Cavalo com alças
Max Whitlock da Grã-Bretanha conquistou seu terceiro título no cavalo com alças. Rhys McClenaghan da Irlanda tornou-se o primeiro medalhista mundial do seu país ao ganhar o bronze.
Competidores mais velhos e mais jovens
|            | Nome            | País   | Data de nascimento  | Idade                     |
| ---------- | --------------- | ------ | ------------------- | ------------------------- |
| Mais novo  | Daiki Hashimoto | Japão  | 7 de agosto de 2001 | 18 anos, 2 meses e 5 dias |
| Mais velho | Cyril Tommasone | França | 4 de julho de 1987  | 32 anos, 3 meses e 8 dias |

| Pos.              | Ginasta          | Nota D | Nota E | Pen. | Total  |
| ----------------- | ---------------- | ------ | ------ | ---- | ------ |
| Medalha de ouro   | Max Whitlock     | 7.000  | 8.500  |      | 15.500 |
| Medalha de prata  | Lee Chih-kai     | 6.500  | 8.933  |      | 15.433 |
| Medalha de bronze | Rhys McClenaghan | 6.400  | 9.000  |      | 15.400 |
| 4                 | Zou Jingyuan     | 6.300  | 8.700  |      | 15.000 |
| 5                 | Kazuma Kaya      | 6.600  | 8.266  |      | 14.866 |
| 6                 | Cyril Tommasone  | 6.300  | 8.533  |      | 14.833 |
| 7                 | Shiao Yu-jan     | 6.000  | 8.733  |      | 14.733 |
| 8                 | David Belyavskiy | 6.400  | 7.166  |      | 13.566 |
| 9                 | Daiki Hashimoto  | 5.900  | 7.433  |      | 13.333 |

### Argolas
İbrahim Çolak, da Turquia, conquistou o primeiro título mundial do país na ginástica artística. Pela primeira vez no ciclo olímpico 2016-2020, nem um único medalhista olímpico das argolas conseguiu terminar no pódio. O atual campeão olímpico, medalhista de prata e medalhista de bronze terminaram em quarto, quinto e sexto, respectivamente, na mesma ordem de sua final olímpica de 2016.
Competidores mais velhos e mais jovens
|            | Nome           | País     | Data de nascimento    | Idade                       |
| ---------- | -------------- | -------- | --------------------- | --------------------------- |
| Mais novo  | Nick Klessing  | Alemanha | 14 de janeiro de 1998 | 21 anos, 8 meses e 28 dias  |
| Mais velho | Samir Aït Saïd | França   | 1 de novembro de 1989 | 29 anos, 11 meses e 11 dias |

| Pos.              | Ginasta                | Nota D | Nota E | Pen. | Total  |
| ----------------- | ---------------------- | ------ | ------ | ---- | ------ |
| Medalha de ouro   | İbrahim Çolak          | 6.200  | 8.733  |      | 14.933 |
| Medalha de prata  | Marco Lodadio          | 6.300  | 8.600  |      | 14.900 |
| Medalha de bronze | Samir Aït Saïd         | 6.200  | 8.600  |      | 14.800 |
| 4                 | Eleftherios Petrounias | 6.300  | 8.433  |      | 14.733 |
| 5                 | Arthur Zanetti         | 6.200  | 8.525  |      | 14.725 |
| 6                 | Denis Ablyazin         | 6.300  | 8.366  |      | 14.666 |
| 7                 | Artur Tovmasyan        | 6.100  | 8.100  |      | 14.200 |
| 8                 | Nick Klessing          | 6.100  | 8.066  |      | 14.166 |

### Salto
Competidores mais velhos e mais jovens
|            | Nome              | País    | Data de nascimento   | Idade                      |
| ---------- | ----------------- | ------- | -------------------- | -------------------------- |
| Mais novo  | Nikita Nagornyy   | Rússia  | 12 de fevereiro 1997 | 22 anos, 8 meses e 1 dia   |
| Mais velho | Marian Drăgulescu | Roménia | 18 de dezembro 1980  | 38 anos, 9 meses e 25 dias |

| Pos.              | Ginasta             | Salto 1 | Salto 1 | Salto 1 | Salto 1     | Salto 2 | Salto 2 | Salto 2 | Salto 2     | Total  |
| Pos.              | Ginasta             | Nota D  | Nota E  | Pen.    | Pontuação 1 | Nota D  | Nota E  | Pen.    | Pontuação 2 | Total  |
| ----------------- | ------------------- | ------- | ------- | ------- | ----------- | ------- | ------- | ------- | ----------- | ------ |
| Medalha de ouro   | Nikita Nagornyy     | 5.600   | 9.333   |         | 14.933      | 5.600   | 9.400   |         | 15.000      | 14.966 |
| Medalha de prata  | Artur Dalaloyan     | 5.600   | 9.333   |         | 14.933      | 5.600   | 9.333   |         | 14.933      | 14.933 |
| Medalha de bronze | Igor Radivilov      | 5.600   | 9.233   |         | 14.833      | 5.600   | 9.066   |         | 14.666      | 14.749 |
| 4                 | Marian Drăgulescu   | 5.600   | 9.366   |         | 14.966      | 5.400   | 8.883   |         | 14.283      | 14.624 |
| 5                 | Dominick Cunningham | 5.200   | 9.366   |         | 14.566      | 5.400   | 9.166   |         | 14.566      | 14.566 |
| 6                 | Lê Thanh Tùng       | 5.600   | 9.066   |         | 14.666      | 5.200   | 9.200   |         | 14.400      | 14.533 |
| 7                 | Shek Wai Hung       | 6.000   | 7.933   |         | 13.933      | 6.000   | 9.000   |         | 15.000      | 14.466 |
| 8                 | Yang Hak-seon       | 6.000   | 8.033   | 0.300   | 13.733      | 5.600   | 9.300   |         | 14.900      | 14.316 |

### Barras paralelas
O duas vezes campeão mundial Zou Jingyuan, da China, não conseguiu se classificar para a final para tentar ganhar o terceiro título consecutivo. Apesar disso, conquistou a maior pontuação da competição na final por equipes com 16.383. Joe Fraser da Grã-Bretanha se tornou o primeiro atleta britânico a ganhar o ouro nas barras paralelas.
Competidores mais velhos e mais jovens
|            | Nome           | País         | Data de nascimento     | Idade                       |
| ---------- | -------------- | ------------ | ---------------------- | --------------------------- |
| Mais novo  | Joe Fraser     | Grã-Bretanha | 6 de dezembro de 1998  | 20 anos, 10 meses e 7 dias  |
| Mais velho | Petro Pakhniuk | Ucrânia      | 26 de novembro de 1991 | 27 anos, 10 meses e 17 dias |

| Pos.              | Ginasta        | Nota D | Nota E | Pen. | Total  |
| ----------------- | -------------- | ------ | ------ | ---- | ------ |
| Medalha de ouro   | Joe Fraser     | 6.600  | 8.400  |      | 15.000 |
| Medalha de prata  | Ahmet Önder    | 6.200  | 8.783  |      | 14.983 |
| Medalha de bronze | Kazuma Kaya    | 6.300  | 8.666  |      | 14.966 |
| 4                 | Xiao Ruoteng   | 6.400  | 8.566  |      | 14.966 |
| 5                 | Ferhat Arıcan  | 6.500  | 8.400  |      | 14.900 |
| 6                 | Sun Wei        | 6.200  | 8.266  |      | 14.466 |
| 7                 | Petro Pakhniuk | 6.500  | 7.700  |      | 14.200 |
| 8                 | Lukas Dauser   | 6.300  | 7.533  |      | 13.833 |

### Barra fixa
Arthur Mariano, do Brasil, se tornou o primeiro atleta brasileiro a conquistar a medalha de ouro na barra fixa.
Competidores mais velhos e mais jovens
|            | Nome            | País           | Data de nascimento  | Idade                     |
| ---------- | --------------- | -------------- | ------------------- | ------------------------- |
| Mais novo  | Daiki Hashimoto | Japão          | 7 de agosto de 2001 | 18 anos, 2 meses e 6 dias |
| Mais velho | Sam Mikulak     | Estados Unidos | 13 de outubro 1992  | 27 anos                   |

| Pos.              | Ginasta         | Nota D | Nota E | Pen. | Total  |
| ----------------- | --------------- | ------ | ------ | ---- | ------ |
| Medalha de ouro   | Arthur Mariano  | 6.300  | 8.600  |      | 14.900 |
| Medalha de prata  | Tin Srbić       | 6.200  | 8.466  |      | 14.666 |
| Medalha de bronze | Artur Dalaloyan | 6.100  | 8.433  |      | 14.533 |
| 4                 | Daiki Hashimoto | 6.200  | 8.033  |      | 14.233 |
| 5                 | Sam Mikulak     | 6.300  | 7.766  |      | 14.066 |
| 6                 | Lin Chaopan     | 6.200  | 7.833  |      | 14.033 |
| 7                 | Tyson Bull      | 6.000  | 7.200  |      | 13.200 |
| 8                 | Tang Chia-hung  | 5.800  | 6.966  |      | 12.766 |

## Resultados femininos
Depois de se classificar em oitavo lugar, a Itália conquistou a medalha de bronze por equipe, a primeira medalha de equipe em um Campeonato Mundial desde 1950. Enquanto isso, os Estados Unidos estenderam sua sequência para cinco medalhas de ouro consecutivas no Campeonato Mundial, batendo o recorde estabelecido pela Romênia (1994-2001). A medalha de ouro da equipe dos EUA também é a 21ª medalha do Campeonato Mundial para Simone Biles, dando a ela o recorde de mais medalhas conquistadas por uma ginasta no Campeonato Mundial. O recorde anterior, 20 medalhas, foi estabelecido pela primeira vez por Svetlana Khorkina em 2001 e empatado por Biles no Campeonato Mundial de Ginástica Artística de 2018.

### Equipe
Competidoras mais velhas e mais jovens
|            | Nome             | País          | Data de nascimento     | Idade                       |
| ---------- | ---------------- | ------------- | ---------------------- | --------------------------- |
| Mais nova  | Claire Pontlevoy | França        | 17 de novembro de 2003 | 15 anos, 10 meses e 21 dias |
| Mais velha | Lieke Wevers     | Países Baixos | 17 de setembro de 1991 | 28 anos e 21 dias           |
| Mais velha | Sanne Wevers     | Países Baixos | 17 de setembro de 1991 | 28 anos e 21 dias           |

| Pos.              | Equipe                      |            |            |            |            | Total   |
| ----------------- | --------------------------- | ---------- | ---------- | ---------- | ---------- | ------- |
| Medalha de ouro   | Estados Unidos              | 45.166 (1) | 42.299 (2) | 40.966 (1) | 43.899 (1) | 172.330 |
| Medalha de ouro   | Simone Biles                | 15.400     | 14.600     | 14.433     | 15.333     | 172.330 |
| Medalha de ouro   | Jade Carey                  | 15.166     |            |            | 14.333     | 172.330 |
| Medalha de ouro   | Kara Eaker                  |            |            | 14.000     |            | 172.330 |
| Medalha de ouro   | Sunisa Lee                  |            | 14.733     | 12.533     | 14.233     | 172.330 |
| Medalha de ouro   | Grace McCallum              | 14.600     | 12.966     |            |            | 172.330 |
| Medalha de prata  | Rússia                      | 43.899 (2) | 43.665 (1) | 38.465 (6) | 40.500 (3) | 166.529 |
| Medalha de prata  | Anastasia Agafonova         |            | 14.566     | 12.166     |            | 166.529 |
| Medalha de prata  | Lilia Akhaimova             | 14.733     |            | 12.533     | 13.600     | 166.529 |
| Medalha de prata  | Angelina Melnikova          | 14.533     | 14.333     | 13.766     | 13.900     | 166.529 |
| Medalha de prata  | Aleksandra Shchekoldina     | 14.633     |            |            | 13.000     | 166.529 |
| Medalha de prata  | Daria Spiridonova           |            | 14.766     |            |            | 166.529 |
| Medalha de bronze | Itália                      | 43.732 (3) | 42.299 (3) | 38.799 (4) | 39.966 (6) | 164.796 |
| Medalha de bronze | Desirée Carofiglio          |            |            |            | 13.333     | 164.796 |
| Medalha de bronze | Alice D'Amato               | 14.533     | 14.133     |            |            | 164.796 |
| Medalha de bronze | Asia D'Amato                | 14.533     |            | 13.266     | 13.333     | 164.796 |
| Medalha de bronze | Elisa Iorio                 |            | 13.900     | 11.933     |            | 164.796 |
| Medalha de bronze | Giorgia Villa               | 14.666     | 14.266     | 13.600     | 13.300     | 164.796 |
| 4                 | China                       | 43.066 (5) | 40.199 (6) | 40.599 (2) | 40.366 (4) | 164.230 |
| 4                 | Chen Yile                   |            | 13.733     | 14.000     |            | 164.230 |
| 4                 | Li Shijia                   | 14.166     |            | 14.266     |            | 164.230 |
| 4                 | Liu Tingting                |            | 11.900     | 12.333     | 13.433     | 164.230 |
| 4                 | Qi Qi                       | 14.600     |            |            | 13.433     | 164.230 |
| 4                 | Tang Xijing                 | 14.300     | 14.566     |            | 13.500     | 164.230 |
| 5                 | França                      | 43.599 (4) | 40.565 (5) | 38.732 (5) | 40.732 (2) | 163.628 |
| 5                 | Marine Boyer                |            |            | 13.833     | 13.266     | 163.628 |
| 5                 | Lorette Charpy              |            | 14.033     | 12.666     |            | 163.628 |
| 5                 | Mélanie de Jesus dos Santos | 14.733     | 14.366     | 12.233     | 14.166     | 163.628 |
| 5                 | Aline Friess                | 14.900     |            |            | 13.300     | 163.628 |
| 5                 | Claire Pontlevoy            | 13.966     | 12.166     |            |            | 163.628 |
| 6                 | Grã-Bretanha                | 42.632 (8) | 42.099 (4) | 39.499 (3) | 37.265 (8) | 161.495 |
| 6                 | Becky Downie                |            | 14.900     | 13.566     |            | 161.495 |
| 6                 | Ellie Downie                | 14.566     | 14.033     |            |            | 161.495 |
| 6                 | Georgia-Mae Fenton          |            | 13.166     | 12.233     | 11.933     | 161.495 |
| 6                 | Taeja James                 | 13.800     |            |            | 13.266     | 161.495 |
| 6                 | Alice Kinsella              | 14.266     |            | 13.700     | 12.066     | 161.495 |
| 7                 | Canadá                      | 43.033 (6) | 39.899 (7) | 37.965 (7) | 39.666 (7) | 160.563 |
| 7                 | Ellie Black                 | 14.200     | 14.033     | 13.366     | 13.433     | 160.563 |
| 7                 | Brooklyn Moors              | 14.133     | 12.533     | 12.466     | 13.200     | 160.563 |
| 7                 | Shallon Olsen               | 14.700     |            |            | 13.033     | 160.563 |
| 7                 | Ana Padurariu               |            |            | 12.133     |            | 160.563 |
| 7                 | Victoria-Kayen Woo          |            | 13.333     |            |            | 160.563 |
| 8                 | Países Baixos               | 42.732 (7) | 39.098 (8) | 37.432 (8) | 40.165 (5) | 159.427 |
| 8                 | Eythora Thorsdottir         | 14.466     |            | 11.400     | 13.633     | 159.427 |
| 8                 | Naomi Visser                | 14.066     | 14.066     | 13.166     |            | 159.427 |
| 8                 | Tisha Volleman              | 14.200     |            |            | 13.566     | 159.427 |
| 8                 | Lieke Wevers                |            | 12.466     |            | 12.966     | 159.427 |
| 8                 | Sanne Wevers                |            | 12.566     | 12.866     |            | 159.427 |

### Individual geral
A sexta colocada Liu Tingting, da China, desistiu e foi substituída pela companheira de equipe Tang Xijing, que havia sido afetada pela regra de dois por país; a lista inicial não foi propagada novamente e Tang substituiu Liu no grupo de rotação superior.
Simone Biles continuou a estender sua sequência de recordes, ganhando seu quinto título. Tang ganhou a prata, igualando o melhor resultado da China de Jiang Yuyuan no Campeonato Mundial de 2010. O bronze de Angelina Melnikova é sua primeira medalha individual no Mundial. As defensoras das medalhas de prata e bronze, Mai Murakami do Japão e Morgan Hurd dos Estados Unidos, não fizeram parte das respectivas equipes de seus países para o Campeonato Mundial.
|            | Nome            | País     | Data de nascimento    | Idade                      |
| ---------- | --------------- | -------- | --------------------- | -------------------------- |
| Mais nova  | Li Shijia       | China    | 7 de outubro de 2003  | 16 anos e 3 dias           |
| Mais velha | Elisabeth Seitz | Alemanha | 4 de novembro de 1993 | 25 anos, 11 meses e 6 dias |

| Pos.              | Ginasta                     |        |        |        |        | Total  |
| ----------------- | --------------------------- | ------ | ------ | ------ | ------ | ------ |
| Medalha de ouro   | Simone Biles                | 15.233 | 14.733 | 14.633 | 14.400 | 58.999 |
| Medalha de prata  | Tang Xijing                 | 14.166 | 14.533 | 14.600 | 13.600 | 56.899 |
| Medalha de bronze | Angelina Melnikova          | 14.433 | 13.900 | 14.000 | 14.066 | 56.399 |
| 4                 | Ellie Black                 | 14.566 | 14.133 | 14.000 | 13.533 | 56.232 |
| 5                 | Nina Derwael                | 13.600 | 15.200 | 13.733 | 13.500 | 56.033 |
| 6                 | Elisabeth Seitz             | 14.600 | 14.866 | 13.233 | 13.300 | 55.999 |
| 7                 | Flávia Saraiva              | 14.466 | 13.300 | 14.033 | 13.933 | 55.732 |
| 8                 | Sunisa Lee                  | 14.466 | 13.133 | 13.833 | 14.200 | 55.632 |
| 9                 | Li Shijia                   | 14.433 | 13.366 | 14.000 | 13.300 | 55.099 |
| 10                | Sarah Voss                  | 14.500 | 13.666 | 13.866 | 12.866 | 54.898 |
| 11                | Aline Friess                | 14.966 | 13.600 | 13.066 | 13.166 | 54.798 |
| 12                | Alice Kinsella              | 14.266 | 13.766 | 13.800 | 12.933 | 54.765 |
| 13                | Asuka Teramoto              | 14.600 | 14.000 | 13.366 | 12.700 | 54.666 |
| 14                | Brooklyn Moors              | 14.166 | 13.266 | 13.500 | 13.566 | 54.498 |
| 15                | Diana Varinska              | 13.500 | 14.133 | 13.333 | 13.400 | 54.366 |
| 16                | Giorgia Villa               | 14.700 | 14.333 | 12.633 | 12.566 | 54.232 |
| 17                | Hitomi Hatakeda             | 13.800 | 13.866 | 13.533 | 12.733 | 53.932 |
| 18                | Giulia Steingruber          | 14.933 | 12.500 | 12.800 | 13.633 | 53.866 |
| 19                | Georgia Godwin              | 13.733 | 13.500 | 13.366 | 13.233 | 53.832 |
| 20                | Mélanie de Jesus dos Santos | 14.633 | 11.933 | 13.500 | 13.500 | 53.566 |
| 21                | Cintia Rodríguez            | 13.333 | 13.700 | 11.833 | 12.600 | 51.466 |
| 22                | Lilia Akhaimova             | 14.533 | 12.066 | 11.400 | 13.466 | 51.465 |
| 23                | Naomi Visser                | 13.266 | 12.100 | 13.600 | 12.200 | 51.166 |
| –                 | Elisa Iorio                 | 13.266 | –      | 12.666 | 12.866 | DNF    |

### Salto
Competidoras mais velhas e mais jovens
|            | Nome         | País   | Data de nascimento     | Idade                     |
| ---------- | ------------ | ------ | ---------------------- | ------------------------- |
| Mais nova  | Qi Qi        | China  | 28 de setembro de 2003 | 16 anos e 14 dias         |
| Mais velha | Alexa Moreno | México | 8 de agosto de 1994    | 25 anos, 2 meses e 4 dias |

| Pos.              | Ginasta         | Salto 1 | Salto 1 | Salto 1 | Salto 1     | Salto 2 | Salto 2 | Salto 2 | Salto 2     | Total  |
| Pos.              | Ginasta         | Nota D  | Nota E  | Pen.    | Pontuação 1 | Nota D  | Nota E  | Pen.    | Pontuação 2 | Total  |
| ----------------- | --------------- | ------- | ------- | ------- | ----------- | ------- | ------- | ------- | ----------- | ------ |
| Medalha de ouro   | Simone Biles    | 6.000   | 9.333   |         | 15.333      | 5.800   | 9.666   |         | 15.466      | 15.399 |
| Medalha de prata  | Jade Carey      | 6.000   | 9.166   |         | 15.166      | 5.800   | 9.100   | 0.300   | 14.600      | 14.883 |
| Medalha de bronze | Ellie Downie    | 5.400   | 9.200   |         | 14.600      | 6.000   | 9.033   |         | 15.033      | 14.816 |
| 4                 | Shallon Olsen   | 5.400   | 9.200   |         | 14.600      | 6.000   | 8.866   |         | 14.866      | 14.733 |
| 5                 | Qi Qi           | 5.400   | 9.200   |         | 14.600      | 5.800   | 8.900   |         | 14.700      | 14.650 |
| 6                 | Alexa Moreno    | 5.800   | 8.766   | 0.100   | 14.466      | 5.600   | 9.200   |         | 14.800      | 14.633 |
| 7                 | Lilia Akhaimova | 5.800   | 8.900   |         | 14.700      | 5.600   | 8.733   | 0.300   | 14.033      | 14.366 |
| 8                 | Yeo Seo-jeong   | 6.200   | 8.033   | 0.300   | 13.933      | 5.400   | 9.033   |         | 14.433      | 14.183 |

### Barras assimétricas
Competidoras mais velhas e mais jovens
|            | Nome         | País           | Data de nascimento    | Idade                      |
| ---------- | ------------ | -------------- | --------------------- | -------------------------- |
| Mais nova  | Sunisa Lee   | Estados Unidos | 9 de março de 2003    | 16 anos, 7 meses e 3 dias  |
| Mais velha | Becky Downie | Grã-Bretanha   | 24 de janeiro de 1992 | 27 anos, 8 meses e 18 dias |

| Pos.              | Ginasta            | Nota D | Nota E | Pen. | Total  |
| ----------------- | ------------------ | ------ | ------ | ---- | ------ |
| Medalha de ouro   | Nina Derwael       | 6.500  | 8.733  |      | 15.233 |
| Medalha de prata  | Becky Downie       | 6.500  | 8.500  |      | 15.000 |
| Medalha de bronze | Sunisa Lee         | 6.400  | 8.400  |      | 14.800 |
| 4                 | Angelina Melnikova | 6.300  | 8.433  |      | 14.733 |
| 5                 | Simone Biles       | 6.200  | 8.500  |      | 14.700 |
| 6                 | Daria Spiridonova  | 6.300  | 8.333  |      | 14.633 |
| 7                 | Liu Tingting       | 5.900  | 8.500  |      | 14.400 |
| 8                 | Elisabeth Seitz    | 6.000  | 7.566  |      | 13.566 |

### Trave
A oitava colocada Ellie Black, do Canadá, desistiu após sofrer uma lesão durante a final do individual geral no início da semana e foi substituída pela primeira reserva Kara Eaker, dos Estados Unidos; Eaker já havia se classificado para a final, antes de cair para a primeira reserva após uma consulta sobre sua pontuação na qualificatória.
A medalha de ouro de Simone Biles no evento foi sua 24ª medalha em Campeonatos Mundiais, quebrando o recorde de maior número de medalhas mundiais conquistadas por uma única ginasta. O recorde anterior, 23 medalhas, havia sido estabelecido pelo ginasta bielorrusso Vitaly Scherbo no Campeonato Mundial de Ginástica Artística de 1996.
Competidoras mais velhas e mais jovens
|            | Nome         | País           | Data de nascimento   | Idade                      |
| ---------- | ------------ | -------------- | -------------------- | -------------------------- |
| Mais nova  | Li Shijia    | China          | 7 de outubro de 2003 | 16 anos e 6 dias           |
| Mais velha | Simone Biles | Estados Unidos | 14 de março de 1997  | 22 anos, 6 meses e 29 dias |

| Pos.              | Ginasta                     | Nota D | Nota E | Pen.  | Total  |
| ----------------- | --------------------------- | ------ | ------ | ----- | ------ |
| Medalha de ouro   | Simone Biles                | 6.400  | 8.666  |       | 15.066 |
| Medalha de prata  | Liu Tingting                | 6.200  | 8.233  |       | 14.433 |
| Medalha de bronze | Li Shijia                   | 6.100  | 8.300  | 0.100 | 14.300 |
| 4                 | Kara Eaker                  | 5.900  | 8.100  |       | 14.000 |
| 5                 | Mélanie de Jesus dos Santos | 5.500  | 8.466  |       | 13.966 |
| 6                 | Flávia Saraiva              | 5.700  | 7.700  |       | 13.400 |
| 7                 | Sarah Voss                  | 5.400  | 7.866  |       | 13.266 |
| 8                 | Ana Padurariu               | 5.600  | 6.333  |       | 11.933 |

### Solo
A oitava colocada Nina Derwael, da Bélgica retirou-se da competição como precaução para evitar o agravamento de uma lesão persistente, permitindo que a primeira reserva Brooklyn Moors, do Canadá, tomasse seu lugar. Moors já havia se classificado para a final, antes que uma investigação sobre sua pontuação na qualificatória a colocasse como primeira reserva.
Competidoras mais velhas e mais jovens
|            | Nome         | País           | Data de nascimento  | Idade                      |
| ---------- | ------------ | -------------- | ------------------- | -------------------------- |
| Mais nova  | Sunisa Lee   | Estados Unidos | 9 de março de 2003  | 16 anos, 7 meses e 4 dias  |
| Mais velha | Simone Biles | Estados Unidos | 14 de março de 1997 | 22 anos, 6 meses e 29 dias |

| Pos.              | Ginasta                     | Nota D | Nota E | Pen.  | Total  |
| ----------------- | --------------------------- | ------ | ------ | ----- | ------ |
| Medalha de ouro   | Simone Biles                | 6.700  | 8.533  | 0.100 | 15.133 |
| Medalha de prata  | Sunisa Lee                  | 5.700  | 8.433  |       | 14.133 |
| Medalha de bronze | Angelina Melnikova          | 5.800  | 8.266  |       | 14.066 |
| 4                 | Flávia Saraiva              | 5.500  | 8.466  |       | 13.966 |
| 5                 | Mélanie de Jesus dos Santos | 5.500  | 8.433  | 0.100 | 13.833 |
| 6                 | Roxana Popa                 | 5.400  | 8.400  |       | 13.800 |
| 7                 | Brooklyn Moors              | 5.300  | 8.400  | 0.100 | 13.600 |
| 8                 | Lilia Akhaimova             | 6.000  | 7.800  | 0.300 | 13.500 |

## Qualificatória

### Masculina

#### Equipes
As 9 melhores equipes se classificam para os Jogos Olímpicos de Verão de 2020, excluindo as equipes já classificadas durante o Campeonato Mundial de Ginástica Artística de 2018.
| Pos. | Equipe                    |             |             |             |             |             |             | Total   | Qual. |
| ---- | ------------------------- | ----------- | ----------- | ----------- | ----------- | ----------- | ----------- | ------- | ----- |
| 1    | Rússia                    | 43.399 (2)  | 42.399 (2)  | 43.133 (1)  | 44.399 (1)  | 43.799 (4)  | 42.799 (2)  | 259.928 | Q     |
| 1    | Denis Ablyazin            | –           |             | 14.600      | 14.366      |             |             | 259.928 | Q     |
| 1    | David Belyavskiy          |             | 14.633      |             |             | 13.533      | 14.066      | 259.928 | Q     |
| 1    | Artur Dalaloyan           | 14.733      | 13.366      | 14.133      | 15.133      | 14.733      | 14.433      | 259.928 | Q     |
| 1    | Nikita Nagornyy           | 14.900      | 14.033      | 14.400      | 14.900      | 14.800      | 14.300      | 259.928 | Q     |
| 1    | Ivan Stretovich           | 13.766      | 13.733      | 13.341      | 14.266      | 14.266      | 14.066      | 259.928 | Q     |
| 2    | China                     | 43.932 (1)  | 41.258 (6)  | 42.400 (3)  | 43.566 (4)  | 44.399 (1)  | 42.799 (1)  | 258.354 | Q     |
| 2    | Deng Shudi                | 14.166      | 12.366      | 14.100      | 13.700      | 14.466      | 13.900      | 258.354 | Q     |
| 2    | Lin Chaopan               | 14.933      |             |             | 14.100      |             | 14.433      | 258.354 | Q     |
| 2    | Sun Wei                   | 14.166      | 12.900      | 14.000      | 14.700      | 14.800      | 14.333      | 258.354 | Q     |
| 2    | Xiao Ruoteng              | 14.833      | 13.400      | 13.833      | 14.766      | 14.966      | 14.033      | 258.354 | Q     |
| 2    | Zou Jingyuan              |             | 14.958      | 14.300      |             | 14.633      |             | 258.354 | Q     |
| 3    | Japão                     | 42.232 (6)  | 43.916 (1)  | 42.282 (4)  | 42.998 (11) | 44.133 (2)  | 42.465 (3)  | 258.026 | Q     |
| 3    | Daiki Hashimoto           | 14.433      | 14.883      |             | 14.766      |             | 14.366      | 258.026 | Q     |
| 3    | Yuya Kamoto               | 13.866      |             | 14.283      | 13.966      | 14.700      | 14.033      | 258.026 | Q     |
| 3    | Kazuma Kaya               | 13.933      | 14.633      | 14.033      | 14.266      | 14.800      | 14.066      | 258.026 | Q     |
| 3    | Kakeru Tanigawa           | 12.566      | 14.400      | 13.633      | 12.466      | 14.633      | 12.833      | 258.026 | Q     |
| 3    | Wataru Tanigawa           |             | 13.333      | 13.966      |             | 13.900      |             | 258.026 | Q     |
| 4    | Ucrânia                   | 41.899 (9)  | 41.833 (3)  | 42.132 (5)  | 44.066 (3)  | 43.866 (3)  | 39.732 (17) | 253.528 | Q     |
| 4    | Vladyslav Hryko           | 13.633      | 13.166      |             |             | 13.800      | 11.133      | 253.528 | Q     |
| 4    | Petro Pakhniuk            | 14.133      | 13.700      | 13.466      | 14.500      | 15.033      | 13.766      | 253.528 | Q     |
| 4    | Igor Radivilov            |             |             | 14.533      | 14.833      |             |             | 253.528 | Q     |
| 4    | Oleg Verniaiev            | 13.000      | 14.600      | 13.933      | 14.733      | 14.800      | 13.233      | 253.528 | Q     |
| 4    | Yevgen Yudenkov           | 14.133      | 13.533      | 13.666      | 13.733      | 14.033      | 12.733      | 253.528 | Q     |
| 5    | Grã-Bretanha              | 43.082 (3)  | 40.766 (8)  | 41.465 (9)  | 43.365 (5)  | 42.766 (8)  | 40.965 (8)  | 252.409 | Q     |
| 5    | Dominick Cunningham       | 14.600      |             | 13.833      | 14.766      |             |             | 252.409 | Q     |
| 5    | Joe Fraser                | 13.800      | 13.500      | 13.866      | 14.066      | 15.000      | 12.333      | 252.409 | Q     |
| 5    | James Hall                | 14.166      | 12.000      | 13.766      | 14.066      | 13.766      | 14.166      | 252.409 | Q     |
| 5    | Giarnni Regini-Moran      | 14.316      | 11.866      | 13.033      | 14.533      | 13.066      | 13.266      | 252.409 | Q     |
| 5    | Max Whitlock              |             | 15.266      |             |             | 14.000      | 13.533      | 252.409 | Q     |
| 6    | Suíça                     | 42.074 (7)  | 39.632 (9)  | 40.532 (13) | 43.299 (7)  | 43.665 (5)  | 42.198 (4)  | 251.400 | Q     |
| 6    | Christian Baumann         |             | 12.733      | 13.533      |             | 14.566      | 13.333      | 251.400 | Q     |
| 6    | Pablo Brägger             | 14.141      | 13.266      | 13.266      | 14.200      | 14.666      | 13.966      | 251.400 | Q     |
| 6    | Benjamin Gischard         | 14.033      | 13.633      |             | 14.333      |             |             | 251.400 | Q     |
| 6    | Oliver Hegi               | 13.733      | 12.566      | 13.233      | 14.500      | 14.433      | 14.366      | 251.400 | Q     |
| 6    | Eddy Yusof                | 13.900      |             | 13.733      | 14.466      | 14.266      | 13.866      | 251.400 | Q     |
| 7    | Estados Unidos            | 41.265 (15) | 39.065 (13) | 41.533 (8)  | 43.165 (9)  | 43.266 (6)  | 42.065 (5)  | 250.359 | Q     |
| 7    | Trevor Howard             |             |             | 14.033      | 13.933      |             |             | 250.359 | Q     |
| 7    | Sam Mikulak               | 11.533      | 12.600      | 13.700      | 14.566      | 14.333      | 14.866      | 250.359 | Q     |
| 7    | Akash Modi                | 13.333      | 13.533      | 13.666      | 14.066      | 14.533      | 12.166      | 250.359 | Q     |
| 7    | Yul Moldauer              | 14.466      | 12.666      | 13.800      | 14.533      | 14.400      | 13.033      | 250.359 | Q     |
| 7    | Shane Wiskus              | 13.466      | 12.866      |             |             | 14.033      | 14.166      | 250.359 | Q     |
| 8    | Taipé Chinesa             | 41.832 (11) | 41.749 (4)  | 41.099 (11) | 42.849 (13) | 41.265 (15) | 41.299 (7)  | 250.093 | Q     |
| 8    | Hsu Ping-chien            | 12.500      | 12.100      | 12.800      | 13.800      | 12.300      | 13.133      | 250.093 | Q     |
| 8    | Lee Chih-kai              | 14.333      | 14.966      | 13.500      | 14.483      | 13.966      | 13.233      | 250.093 | Q     |
| 8    | Shiao Yu-jan              | 13.333      | 14.683      |             | 13.441      |             |             | 250.093 | Q     |
| 8    | Tang Chia-hung            | 14.166      | 11.766      | 13.766      | 14.566      | 13.566      | 14.933      | 250.093 | Q     |
| 8    | Yu Chao-wei               |             |             | 13.833      |             | 13.733      | 12.933      | 250.093 | Q     |
| 9    | Coreia do Sul             | 42.765 (4)  | 39.332 (12) | 41.132 (10) | 44.232 (2)  | 41.591 (14) | 40.599 (11) | 249.651 | R1    |
| 9    | Kim Han-sol               | 14.666      | 12.700      | 13.533      | 14.566      | 14.000      | 12.966      | 249.651 | R1    |
| 9    | Lee Jun-ho                | 14.366      | 12.800      |             | 14.366      | 13.325      | 13.333      | 249.651 | R1    |
| 9    | Lee Jung-hyo              | 13.433      | 13.566      | 13.566      | 13.633      | 14.266      | 13.366      | 249.651 | R1    |
| 9    | Park Min-soo              |             | 12.966      | 13.766      |             | 13.000      | 13.900      | 249.651 | R1    |
| 9    | Yang Hak-seon             | 13.733      |             | 13.800      | 15.300      |             |             | 249.651 | R1    |
| 10   | Brasil                    | 41.899 (10) | 39.432 (10) | 41.699 (6)  | 43.341 (6)  | 41.699 (12) | 39.166 (21) | 247.236 | R2    |
| 10   | Francisco Barretto Júnior |             | 13.733      | 12.933      |             | 13.600      | 12.433      | 247.236 | R2    |
| 10   | Lucas Bitencourt          | 13.000      | 12.666      | 11.433      | 14.300      | 13.466      | 12.133      | 247.236 | R2    |
| 10   | Arthur Mariano            | 14.166      | 12.466      |             | 14.575      | 12.800      | 14.600      | 247.236 | R2    |
| 10   | Caio Souza                | 14.033      | 13.033      | 14.066      | 14.466      | 14.633      | 11.666      | 247.236 | R2    |
| 10   | Arthur Zanetti            | 13.700      |             | 14.700      | 13.966      |             |             | 247.236 | R2    |
| 11   | Espanha                   | 42.466 (5)  | 38.899 (15) | 39.866 (17) | 43.065 (10) | 42.499 (9)  | 39.932 (16) | 246.727 | R3    |
| 11   | Néstor Abad               | 14.100      | 13.000      | 13.600      | 14.266      | 14.000      | 12.966      | 246.727 | R3    |
| 11   | Thierno Diallo            | 13.166      | 12.866      |             |             | 13.500      |             | 246.727 | R3    |
| 11   | Nicolau Mir               | 14.533      |             | 13.100      | 14.366      | 14.433      | 13.266      | 246.727 | R3    |
| 11   | Joel Plata                | 13.833      | 12.500      | 13.166      | 13.966      | 14.066      | 13.700      | 246.727 | R3    |
| 11   | Adria Vera                |             | 13.033      | 12.900      | 14.433      |             | 12.500      | 246.727 | R3    |
| 12   | Alemanha                  | 41.665 (13) | 38.798 (16) | 41.699 (7)  | 41.465 (21) | 41.999 (11) | 40.882 (9)  | 246.508 | R4    |
| 12   | Lukas Dauser              |             | 12.266      |             |             | 15.033      | 13.700      | 246.508 | R4    |
| 12   | Philipp Herder            | 13.933      | 11.800      | 13.133      | 13.766      | 13.166      | 13.566      | 246.508 | R4    |
| 12   | Nick Klessing             | 14.066      |             | 14.566      | 13.100      |             |             | 246.508 | R4    |
| 12   | Karim Rida                | 13.666      | 12.966      | 13.100      | 13.533      | 12.233      | 13.400      | 246.508 | R4    |
| 12   | Andreas Toba              | 13.633      | 13.566      | 14.000      | 14.166      | 13.800      | 13.616      | 246.508 | R4    |

#### Individual geral
| Pos. | Equipe             |        |        |        |        |        |        | Total  | Qual. |
| ---- | ------------------ | ------ | ------ | ------ | ------ | ------ | ------ | ------ | ----- |
| 1    | Nikita Nagornyy    | 14.900 | 14.033 | 14.400 | 14.900 | 14.800 | 14.300 | 87.333 | Q     |
| 2    | Artur Dalaloyan    | 14.733 | 13.366 | 14.133 | 15.133 | 14.733 | 14.433 | 86.531 | Q     |
| 3    | Xiao Ruoteng       | 14.833 | 13.400 | 13.833 | 14.766 | 14.966 | 14.033 | 85.831 | Q     |
| 4    | Kazuma Kaya        | 13.933 | 14.633 | 14.033 | 14.266 | 14.800 | 14.066 | 85.731 | Q     |
| 5    | Sun Wei            | 14.166 | 12.900 | 14.000 | 14.700 | 14.800 | 14.333 | 84.899 | Q     |
| 6    | Petro Pakhniuk     | 14.133 | 13.700 | 13.466 | 14.500 | 15.033 | 13.766 | 84.598 | Q     |
| 7    | Lee Chih-kai       | 14.333 | 14.966 | 13.500 | 14.483 | 13.966 | 13.233 | 84.481 | Q     |
| 8    | Oleg Verniaiev     | 13.000 | 14.600 | 13.933 | 14.733 | 14.800 | 13.233 | 84.299 | Q     |
| 9    | Pablo Brägger      | 14.141 | 13.266 | 13.266 | 14.200 | 14.666 | 13.966 | 83.505 | Q     |
| 10   | Ivan Stretovich    | 13.766 | 13.733 | 13.341 | 14.266 | 14.266 | 14.066 | 83.438 | –     |
| 11   | Yul Moldauer       | 14.466 | 12.666 | 13.800 | 14.533 | 14.400 | 13.033 | 82.898 | Q     |
| 12   | Oliver Hegi        | 13.733 | 12.566 | 13.233 | 14.500 | 14.433 | 14.366 | 82.831 | Q     |
| 13   | Andreas Toba       | 13.633 | 13.566 | 14.000 | 14.166 | 13.800 | 13.616 | 82.781 | Q     |
| 14   | Tang Chia-hung     | 14.166 | 11.766 | 13.766 | 14.566 | 13.566 | 14.933 | 82.763 | Q     |
| 15   | Deng Shudi         | 14.166 | 12.366 | 14.100 | 13.700 | 14.466 | 13.900 | 82.698 | –     |
| 16   | Joe Fraser         | 13.800 | 13.500 | 13.866 | 14.066 | 15.000 | 12.333 | 82.565 | Q     |
| 17   | Kim Han-sol        | 14.666 | 12.700 | 13.533 | 14.566 | 14.000 | 12.966 | 82.431 | Q     |
| 18   | Carlos Yulo        | 14.633 | 12.466 | 13.166 | 14.433 | 14.433 | 13.033 | 82.164 | Q     |
| 19   | Néstor Abad        | 14.100 | 13.000 | 13.600 | 14.266 | 14.000 | 12.966 | 81.932 | Q     |
| 20   | James Hall         | 14.166 | 12.000 | 13.766 | 14.066 | 13.766 | 14.166 | 81.930 | Q     |
| 21   | Manrique Larduet   | 13.833 | 12.800 | 13.666 | 14.633 | 13.100 | 13.866 | 81.898 | Q     |
| 22   | Caio Souza         | 14.033 | 13.033 | 14.066 | 14.466 | 14.633 | 11.666 | 81.897 | Q     |
| 23   | Yevgen Yudenkov    | 14.133 | 13.533 | 13.666 | 13.733 | 14.033 | 12.733 | 81.831 | –     |
| 24   | Lee Jung-hyo       | 13.433 | 13.566 | 13.566 | 13.633 | 14.266 | 13.366 | 81.830 | Q     |
| 25   | Ludovico Edalli    | 13.833 | 13.566 | 13.166 | 14.000 | 13.900 | 13.233 | 81.698 | Q     |
| 26   | Milad Karimi       | 14.433 | 11.800 | 13.100 | 14.366 | 14.000 | 13.900 | 81.599 | Q     |
| 27   | Sam Mikulak        | 11.533 | 12.600 | 13.700 | 14.566 | 14.333 | 14.866 | 81.598 | Q     |
| 28   | Loris Frasca       | 14.166 | 13.533 | 13.100 | 14.433 | 13.266 | 13.100 | 81.598 | R1    |
| 29   | Robert Tvorogal    | 13.566 | 12.866 | 13.200 | 13.733 | 14.100 | 14.075 | 81.540 | R2    |
| 30   | Alexander Shatilov | 14.300 | 13.300 | 12.766 | 14.041 | 13.600 | 13.500 | 81.507 | R3    |
| 31   | Akash Modi         | 13.333 | 13.533 | 13.666 | 14.066 | 14.533 | 12.166 | 81.297 | –     |
| 32   | Akim Mussayev      | 13.800 | 14.133 | 12.900 | 14.200 | 13.600 | 12.600 | 81.233 | R4    |

#### Solo
| Pos. | Ginasta             | Nota D | Nota E | Pen. | Total  | Qual. |
| ---- | ------------------- | ------ | ------ | ---- | ------ | ----- |
| 1    | Artem Dolgopyat     | 6.400  | 8.633  |      | 15.033 | Q     |
| 2    | Lin Chaopan         | 6.200  | 8.733  |      | 14.933 | Q     |
| 3    | Nikita Nagornyy     | 6.400  | 8.500  |      | 14.900 | Q     |
| 4    | Xiao Ruoteng        | 6.200  | 8.633  |      | 14.833 | Q     |
| 5    | Artur Dalaloyan     | 6.500  | 8.233  |      | 14.733 | Q     |
| 6    | Kim Han-sol         | 6.100  | 8.566  |      | 14.666 | Q     |
| 7    | Carlos Yulo         | 6.500  | 8.133  |      | 14.633 | Q     |
| 8    | Dominick Cunningham | 6.100  | 8.500  |      | 14.600 | Q     |
| 9    | Nicolau Mir         | 6.000  | 8.533  |      | 14.533 | R1    |
| 10   | Yul Moldauer        | 5.800  | 8.666  |      | 14.466 | R2    |
| 11   | Daiki Hashimoto     | 5.800  | 8.633  |      | 14.433 | R3    |

#### Cavalo com alças
| Pos. | Ginasta            | Nota D | Nota E | Pen. | Total  | Qual. |
| ---- | ------------------ | ------ | ------ | ---- | ------ | ----- |
| 1    | Max Whitlock       | 6.900  | 8.366  |      | 15.266 | Q     |
| 2    | Rhys McClenaghan   | 6.300  | 8.900  |      | 15.200 | Q     |
| 3    | Lee Chih-kai       | 6.200  | 8.766  |      | 14.966 | Q     |
| 4    | Zou Jingyuan       | 6.000  | 8.958  |      | 14.958 | Q     |
| 5    | Daiki Hashimoto    | 6.000  | 8.883  |      | 14.883 | Q     |
| 6    | Shiao Yu-jan       | 6.000  | 8.683  |      | 14.683 | Q     |
| 7    | Cyril Tommasone    | 6.300  | 8.366  |      | 14.666 | Q     |
| 8    | Kazuma Kaya        | 6.400  | 8.233  |      | 14.633 | Q     |
| 8    | David Belyavskiy   | 6.400  | 8.233  |      | 14.633 | Q     |
| 10   | Oleg Verniaiev     | 6.500  | 8.100  |      | 14.600 | R1    |
| 11   | Kakeru Tanigawa    | 6.300  | 8.100  |      | 14.400 | –     |
| 12   | Nariman Kurbanov   | 5.900  | 8.400  |      | 14.300 | R2    |
| 13   | Harutyun Merdinyan | 5.800  | 8.333  |      | 14.133 | R3    |

#### Argolas
| Pos. | Ginasta                | Nota D | Nota E | Pen. | Total  | Qual. |
| ---- | ---------------------- | ------ | ------ | ---- | ------ | ----- |
| 1    | İbrahim Çolak          | 6.200  | 8.658  |      | 14.858 | Q     |
| 2    | Arthur Zanetti         | 6.100  | 8.600  |      | 14.700 | Q     |
| 3    | Samir Aït Saïd         | 6.200  | 8.500  |      | 14.700 | Q     |
| 4    | Eleftherios Petrounias | 6.300  | 8.400  |      | 14.700 | Q     |
| 5    | Marco Lodadio          | 6.300  | 8.366  |      | 14.666 | Q     |
| 6    | Denis Ablyazin         | 6.100  | 8.500  |      | 14.600 | Q     |
| 7    | Nick Klessing          | 6.000  | 8.566  |      | 14.566 | Q     |
| 8    | Artur Tovmasyan        | 6.100  | 8.466  |      | 14.566 | Q     |
| 9    | Igor Radivilov         | 6.300  | 8.233  |      | 14.533 | R1    |
| 10   | Federico Molinari      | 6.200  | 8.300  |      | 14.500 | R2    |
| 11   | Mahdi Ahmad Kohani     | 6.200  | 8.233  |      | 14.433 | R3    |

#### Salto
| Pos. | Ginasta             | Salto 1 | Salto 1 | Salto 1 | Salto 1     | Salto 2 | Salto 2 | Salto 2 | Salto 2     | Total  | Qual. |
| Pos. | Ginasta             | Nota D  | Nota E  | Pen.    | Pontuação 1 | Nota D  | Nota E  | Pen.    | Pontuação 2 | Total  | Qual. |
| ---- | ------------------- | ------- | ------- | ------- | ----------- | ------- | ------- | ------- | ----------- | ------ | ----- |
| 1    | Yang Hak-seon       | 6.000   | 9.300   |         | 15.300      | 5.600   | 9.066   | 0.100   | 14.566      | 14.933 | Q     |
| 2    | Artur Dalaloyan     | 5.600   | 9.533   |         | 15.133      | 5.600   | 9.000   | 0.300   | 14.300      | 14.716 | Q     |
| 3    | Shek Wai Hung       | 6.000   | 8.966   |         | 14.966      | 6.000   | 8.466   | 0.100   | 14.366      | 14.666 | Q     |
| 4    | Igor Radivilov      | 5.600   | 9.233   |         | 14.833      | 5.600   | 8.900   |         | 14.500      | 14.666 | Q     |
| 5    | Lê Thanh Tùng       | 5.600   | 9.300   |         | 14.900      | 5.200   | 9.166   |         | 14.366      | 14.633 | Q     |
| 6    | Marian Drăgulescu   | 5.600   | 9.016   |         | 14.616      | 5.800   | 8.933   | 0.100   | 14.633      | 14.624 | Q     |
| 7    | Nikita Nagornyy     | 5.600   | 9.300   |         | 14.900      | 5.600   | 8.733   |         | 14.333      | 14.616 | Q     |
| 8    | Dominick Cunningham | 5.600   | 9.166   |         | 14.766      | 5.400   | 8.966   |         | 14.366      | 14.566 | Q     |
| 9    | Kim Han-sol         | 5.600   | 9.066   | 0.100   | 14.566      | 5.200   | 9.200   |         | 14.400      | 14.483 | R1    |
| 10   | Loris Frasca        | 5.600   | 8.833   |         | 14.433      | 5.600   | 8.933   |         | 14.533      | 14.483 | R2    |
| 11   | James Bacueti       | 6.000   | 8.666   |         | 14.666      | 5.200   | 9.000   |         | 14.200      | 14.433 | R3    |

#### Barras paralelas
| Pos. | Ginasta         | Nota D | Nota E | Pen. | Total  | Qual. |
| ---- | --------------- | ------ | ------ | ---- | ------ | ----- |
| 1    | Lukas Dauser    | 6.300  | 8.733  |      | 15.033 | Q     |
| 2    | Petro Pakhniuk  | 6.500  | 8.533  |      | 15.033 | Q     |
| 3    | Joe Fraser      | 6.600  | 8.400  |      | 15.000 | Q     |
| 4    | Xiao Ruoteng    | 6.200  | 8.766  |      | 14.966 | Q     |
| 5    | Ferhat Arıcan   | 6.500  | 8.433  |      | 14.933 | Q     |
| 6    | Sun Wei         | 6.200  | 8.600  |      | 14.800 | Q     |
| 6    | Ahmet Önder     | 6.200  | 8.600  |      | 14.800 | Q     |
| 8    | Kazuma Kaya     | 6.300  | 8.500  |      | 14.800 | Q     |
| 9    | Nikita Nagornyy | 6.400  | 8.400  |      | 14.800 | R1    |
| 10   | Oleg Verniaiev  | 6.600  | 8.200  |      | 14.800 | R2    |
| 11   | Artur Dalaloyan | 6.400  | 8.333  |      | 14.733 | R3    |

#### Barra fixa
| Pos. | Ginasta         | Nota D | Nota E | Pen. | Total  | Qual. |
| ---- | --------------- | ------ | ------ | ---- | ------ | ----- |
| 1    | Tang Chia-hung  | 6.200  | 8.733  |      | 14.933 | Q     |
| 2    | Sam Mikulak     | 6.100  | 8.766  |      | 14.866 | Q     |
| 3    | Tin Srbić       | 6.200  | 8.633  |      | 14.833 | Q     |
| 4    | Arthur Mariano  | 6.300  | 8.300  |      | 14.600 | Q     |
| 5    | Artur Dalaloyan | 6.000  | 8.433  |      | 14.433 | Q     |
| 6    | Lin Chaopan     | 6.500  | 7.933  |      | 14.433 | Q     |
| 7    | Tyson Bull      | 6.000  | 8.366  |      | 14.366 | Q     |
| 8    | Daiki Hashimoto | 6.100  | 8.266  |      | 14.366 | Q     |
| 9    | Oliver Hegi     | 6.200  | 8.166  |      | 14.366 | R1    |
| 10   | Sun Wei         | 6.000  | 8.333  |      | 14.333 | R2    |
| 11   | Nikita Nagornyy | 5.900  | 8.400  |      | 14.300 | R3    |

### Feminina

#### Equipes
As 9 melhores equipes se classificam para os 'Jogos Olímpicos de Verão de 2020, excluindo as equipes já classificadas durante o Campeonato Mundial de Ginástica Artística de 2018.
| Pos. | Equipe                      |             |             |             |             | Total   | Qual. |
| ---- | --------------------------- | ----------- | ----------- | ----------- | ----------- | ------- | ----- |
| 1    | Estados Unidos              | 44.932 (1)  | 44.374 (2)  | 41.666 (2)  | 43.233 (1)  | 174.205 | Q     |
| 1    | Simone Biles                | 15.066      | 14.733      | 14.800      | 14.833      | 174.205 | Q     |
| 1    | Jade Carey                  | 15.300      |             |             | 14.200      | 174.205 | Q     |
| 1    | Kara Eaker                  |             | 14.000      | 13.466      |             | 174.205 | Q     |
| 1    | Sunisa Lee                  | 14.566      | 15.000      | 13.400      | 14.200      | 174.205 | Q     |
| 1    | Grace McCallum              | 14.566      | 14.641      | 12.933      | 13.766      | 174.205 | Q     |
| 2    | China                       | 43.265 (5)  | 43.765 (3)  | 43.066 (1)  | 39.065 (8)  | 169.161 | Q     |
| 2    | Chen Yile                   |             | 14.366      | 14.266      |             | 169.161 | Q     |
| 2    | Li Shijia                   | 14.466      | 14.166      | 14.500      | 12.600      | 169.161 | Q     |
| 2    | Liu Tingting                | 13.566      | 14.766      | 14.300      | 13.233      | 169.161 | Q     |
| 2    | Qi Qi                       | 14.533      |             |             | 12.966      | 169.161 | Q     |
| 2    | Tang Xijing                 | 14.266      | 14.633      | 11.733      | 12.866      | 169.161 | Q     |
| 3    | Rússia                      | 43.666 (3)  | 44.416 (1)  | 39.299 (5)  | 40.699 (2)  | 168.080 | Q     |
| 3    | Anastasia Agafonova         | 13.400      | 14.700      | 13.033      | 12.666      | 168.080 | Q     |
| 3    | Lilia Akhaimova             | 14.733      | 13.366      | 12.900      | 13.933      | 168.080 | Q     |
| 3    | Angelina Melnikova          | 14.433      | 14.700      | 13.366      | 14.100      | 168.080 | Q     |
| 3    | Aleksandra Shchekoldina     | 14.500      |             | 12.000      | 11.866      | 168.080 | Q     |
| 3    | Daria Spiridonova           |             | 15.016      |             |             | 168.080 | Q     |
| 4    | França                      | 43.900 (2)  | 43.166 (4)  | 39.482 (3)  | 40.165 (3)  | 166.713 | Q     |
| 4    | Marine Boyer                | 13.733      |             | 13.166      | 12.966      | 166.713 | Q     |
| 4    | Lorette Charpy              |             | 14.166      | 12.600      | 13.233      | 166.713 | Q     |
| 4    | Mélanie de Jesus dos Santos | 14.600      | 14.600      | 13.616      | 13.966      | 166.713 | Q     |
| 4    | Aline Friess                | 15.000      | 13.566      | 12.700      | 12.733      | 166.713 | Q     |
| 4    | Claire Pontlevoy            | 14.300      | 14.400      |             |             | 166.713 | Q     |
| 5    | Canadá                      | 42.933 (7)  | 41.199 (12) | 39.333 (4)  | 39.457 (7)  | 162.922 | Q     |
| 5    | Ellie Black                 | 14.200      | 14.266      | 13.533      | 13.200      | 162.922 | Q     |
| 5    | Brooklyn Moors              | 13.900      | 13.333      | 12.133      | 13.566      | 162.922 | Q     |
| 5    | Shallon Olsen               | 14.833      |             |             | 12.691      | 162.922 | Q     |
| 5    | Ana Padurariu               |             | 13.433      | 13.500      |             | 162.922 | Q     |
| 5    | Victoria-Kayen Woo          | 13.500      | 13.500      | 12.300      | 12.500      | 162.922 | Q     |
| 6    | Países Baixos               | 42.733 (10) | 40.999 (13) | 38.999 (6)  | 39.932 (4)  | 162.663 | Q     |
| 6    | Eythora Thorsdottir         | 14.400      | 11.466      | 13.333      | 12.966      | 162.663 | Q     |
| 6    | Naomi Visser                | 13.933      | 13.466      | 12.466      | 13.366      | 162.663 | Q     |
| 6    | Tisha Volleman              | 14.400      |             |             | 13.533      | 162.663 | Q     |
| 6    | Lieke Wevers                | 13.733      | 13.900      | 10.366      | 13.033      | 162.663 | Q     |
| 6    | Sanne Wevers                |             | 13.633      | 13.200      |             | 162.663 | Q     |
| 7    | Grã-Bretanha                | 42.532 (13) | 43.099 (5)  | 38.899 (7)  | 37.433 (20) | 161.963 | Q     |
| 7    | Becky Downie                |             | 14.800      | 13.100      |             | 161.963 | Q     |
| 7    | Ellie Downie                | 14.466      | 12.666      | 12.366      | 12.433      | 161.963 | Q     |
| 7    | Georgia-Mae Fenton          | 13.533      | 14.333      | 11.566      | 12.500      | 161.963 | Q     |
| 7    | Taeja James                 | 13.766      |             |             | 12.500      | 161.963 | Q     |
| 7    | Alice Kinsella              | 14.300      | 13.966      | 13.433      | 12.433      | 161.963 | Q     |
| 8    | Itália                      | 43.666 (4)  | 42.566 (7)  | 36.999 (15) | 38.700 (11) | 161.931 | Q     |
| 8    | Desiree Carofiglio          |             |             | 11.266      | 13.400      | 161.931 | Q     |
| 8    | Alice D'Amato               | 14.500      | 14.133      |             |             | 161.931 | Q     |
| 8    | Asia D'Amato                | 14.500      | 14.000      | 11.833      | 12.100      | 161.931 | Q     |
| 8    | Elisa Iorio                 | 14.366      | 14.133      | 12.633      | 12.400      | 161.931 | Q     |
| 8    | Giorgia Villa               | 14.666      | 14.300      | 12.533      | 12.900      | 161.931 | Q     |
| 9    | Alemanha                    | 42.732 (11) | 42.766 (6)  | 38.233 (9)  | 38.166 (15) | 161.897 | R1    |
| 9    | Kim Bui                     | 13.666      | 14.200      |             | 13.000      | 161.897 | R1    |
| 9    | Emelie Petz                 | 13.766      | 13.233      | 11.533      | 12.166      | 161.897 | R1    |
| 9    | Pauline Schäfer             |             |             | 11.800      |             | 161.897 | R1    |
| 9    | Elisabeth Seitz             | 14.600      | 14.800      | 12.833      | 12.766      | 161.897 | R1    |
| 9    | Sarah Voss                  | 14.366      | 13.766      | 13.600      | 12.400      | 161.897 | R1    |
| 10   | Bélgica                     | 41.266 (19) | 42.040 (8)  | 38.200 (10) | 39.732 (6)  | 161.238 | R2    |
| 10   | Maellyse Brassart           | 13.600      | 13.133      | 11.733      | 12.766      | 161.238 | R2    |
| 10   | Margaux Daveloose           |             | 13.166      | 12.900      | 13.366      | 161.238 | R2    |
| 10   | Senna Deriks                | 13.566      | 13.733      | 12.100      |             | 161.238 | R2    |
| 10   | Nina Derwael                | 13.500      | 15.141      | 13.200      | 13.600      | 161.238 | R2    |
| 10   | Jade Vansteenkiste          | 14.100      |             |             | 12.200      | 161.238 | R2    |
| 11   | Japão                       | 42.766 (9)  | 41.232 (11) | 38.565 (8)  | 38.665 (12) | 161.228 | R3    |
| 11   | Hitomi Hatakeda             | 14.033      | 13.733      | 12.966      | 12.500      | 161.228 | R3    |
| 11   | Nagi Kajita                 |             | 13.533      | 11.900      | 13.166      | 161.228 | R3    |
| 11   | Akari Matsumura             | 14.100      |             | 12.633      | 12.933      | 161.228 | R3    |
| 11   | Aiko Sugihara               | 14.033      | 13.266      |             |             | 161.228 | R3    |
| 11   | Asuka Teramoto              | 14.633      | 13.966      | 12.966      | 12.566      | 161.228 | R3    |
| 12   | Espanha                     | 41.065 (21) | 41.690 (9)  | 36.466 (18) | 39.800 (5)  | 159.021 | R4    |
| 12   | Marina González             |             |             |             | 12.733      | 159.021 | R4    |
| 12   | Ana Pérez                   | 13.666      | 13.833      | 11.500      | 13.200      | 159.021 | R4    |
| 12   | Alba Petisco                | 13.633      | 12.833      | 12.366      |             | 159.021 | R4    |
| 12   | Roxana Popa                 | 13.776      | 13.991      | 9.900       | 13.800      | 159.021 | R4    |
| 12   | Cintia Rodríguez            | 13.533      | 13.866      | 12.600      | 12.800      | 159.021 | R4    |

#### Individual geral
| Pos. | Ginasta                     |        |        |        |        | Total  | Qual. |
| ---- | --------------------------- | ------ | ------ | ------ | ------ | ------ | ----- |
| 1    | Simone Biles                | 15.066 | 14.733 | 14.800 | 14.833 | 59.432 | Q     |
| 2    | Sunisa Lee                  | 14.566 | 15.000 | 13.400 | 14.200 | 57.166 | Q     |
| 3    | Mélanie de Jesus dos Santos | 14.600 | 14.600 | 13.616 | 13.966 | 56.782 | Q     |
| 4    | Angelina Melnikova          | 14.433 | 14.700 | 13.366 | 14.100 | 56.599 | Q     |
| 5    | Grace McCallum              | 14.566 | 14.641 | 12.933 | 13.766 | 55.906 | –     |
| 6    | Liu Tingting                | 13.566 | 14.766 | 14.300 | 13.233 | 55.865 | Q     |
| 7    | Li Shijia                   | 14.466 | 14.166 | 14.500 | 12.600 | 55.732 | Q     |
| 8    | Nina Derwael                | 13.500 | 15.141 | 13.200 | 13.600 | 55.441 | Q     |
| 9    | Ellie Black                 | 14.200 | 14.266 | 13.533 | 13.200 | 55.199 | Q     |
| 10   | Elisabeth Seitz             | 14.600 | 14.800 | 12.833 | 12.766 | 54.999 | Q     |
| 11   | Flávia Saraiva              | 14.566 | 12.833 | 13.700 | 13.833 | 54.932 | Q     |
| 12   | Lilia Akhaimova             | 14.733 | 13.366 | 12.900 | 13.933 | 54.932 | Q     |
| 13   | Giorgia Villa               | 14.666 | 14.300 | 12.533 | 12.900 | 54.399 | Q     |
| 14   | Sarah Voss                  | 14.366 | 13.766 | 13.600 | 12.400 | 54.132 | Q     |
| 15   | Alice Kinsella              | 14.300 | 13.966 | 13.433 | 12.433 | 54.132 | Q     |
| 16   | Asuka Teramoto              | 14.633 | 13.966 | 12.966 | 12.566 | 54.131 | Q     |
| 17   | Aline Friess                | 15.000 | 13.566 | 12.700 | 12.733 | 53.999 | Q     |
| 18   | Anastasia Agafonova         | 13.400 | 14.700 | 13.033 | 12.666 | 53.799 | –     |
| 19   | Giulia Steingruber          | 15.066 | 12.400 | 12.766 | 13.500 | 53.732 | Q     |
| 20   | Elisa Iorio                 | 14.366 | 14.133 | 12.633 | 12.400 | 53.532 | Q     |
| 21   | Tang Xijing                 | 14.266 | 14.633 | 11.733 | 12.866 | 53.498 | –     |
| 22   | Georgia Godwin              | 13.866 | 13.566 | 12.866 | 13.033 | 53.331 | Q     |
| 23   | Hitomi Hatakeda             | 14.033 | 13.733 | 12.966 | 12.500 | 53.232 | Q     |
| 24   | Naomi Visser                | 13.933 | 13.466 | 12.466 | 13.366 | 53.231 | Q     |
| 25   | Brooklyn Moors              | 13.900 | 13.333 | 12.133 | 13.566 | 52.932 | Q     |
| 26   | Diana Varinska              | 13.500 | 13.733 | 12.966 | 12.700 | 52.899 | Q     |
| 27   | Cintia Rodríguez            | 13.533 | 13.866 | 12.600 | 12.800 | 52.799 | Q     |
| 28   | Lee Yun-seo                 | 13.333 | 14.133 | 12.433 | 12.600 | 52.499 | R1    |
| 29   | Asia D'Amato                | 14.500 | 14.000 | 11.833 | 12.100 | 52.433 | –     |
| 30   | Zsófia Kovács               | 14.433 | 14.200 | 11.566 | 12.233 | 52.432 | R2    |
| 31   | Martina Dominici            | 14.200 | 13.300 | 12.366 | 12.566 | 52.432 | R3    |
| 32   | Ana Pérez                   | 13.666 | 13.833 | 11.500 | 13.200 | 52.199 | R4    |

#### Salto
| Pos. | Ginasta            | Salto 1 | Salto 1 | Salto 1 | Salto 1     | Salto 2 | Salto 2 | Salto 2 | Salto 2     | Total  | Qual. |
| Pos. | Ginasta            | Nota D  | Nota E  | Pen.    | Pontuação 1 | Nota D  | Nota E  | Pen.    | Pontuação 2 | Total  | Qual. |
| ---- | ------------------ | ------- | ------- | ------- | ----------- | ------- | ------- | ------- | ----------- | ------ | ----- |
| 1    | Jade Carey         | 6.000   | 9.300   |         | 15.300      | 5.800   | 9.300   |         | 15.100      | 15.200 | Q     |
| 2    | Simone Biles       | 6.000   | 9.366   | 0.300   | 15.066      | 5.800   | 9.533   |         | 15.333      | 15.199 | Q     |
| 3    | Alexa Moreno       | 5.800   | 9.100   |         | 14.900      | 5.600   | 9.133   |         | 14.733      | 14.816 | Q     |
| 4    | Ellie Downie       | 5.400   | 9.066   |         | 14.466      | 6.000   | 9.200   | 0.100   | 15.100      | 14.783 | Q     |
| 5    | Yeo Seo-jeong      | 5.800   | 9.133   |         | 14.933      | 5.400   | 9.200   |         | 14.600      | 14.766 | Q     |
| 6    | Shallon Olsen      | 6.000   | 8.833   |         | 14.833      | 5.400   | 9.133   |         | 14.533      | 14.683 | Q     |
| 7    | Lilia Akhaimova    | 5.800   | 8.933   |         | 14.733      | 5.600   | 8.933   |         | 14.533      | 14.633 | Q     |
| 8    | Qi Qi              | 5.400   | 9.133   |         | 14.533      | 5.800   | 8.966   | 0.100   | 14.666      | 14.599 | Q     |
| 9    | Giulia Steingruber | 5.800   | 9.266   |         | 15.066      | 5.400   | 8.800   | 0.300   | 13.900      | 14.483 | R1    |
| 10   | Ellie Black        | 5.400   | 8.800   |         | 14.200      | 5.200   | 9.100   |         | 14.300      | 14.250 | R2    |
| 11   | Kim Su-jong        | 5.400   | 8.800   |         | 14.200      | 6.000   | 8.000   |         | 14.000      | 14.100 | R3    |

#### Barras assimétricas
| Pos. | Ginasta                     | Nota D | Nota E | Pen. | Total  | Qual. |
| ---- | --------------------------- | ------ | ------ | ---- | ------ | ----- |
| 1    | Nina Derwael                | 6.500  | 8.641  |      | 15.141 | Q     |
| 2    | Daria Spiridonova           | 6.300  | 8.716  |      | 15.016 | Q     |
| 3    | Sunisa Lee                  | 6.400  | 8.600  |      | 15.000 | Q     |
| 4    | Elisabeth Seitz             | 6.200  | 8.600  |      | 14.800 | Q     |
| 5    | Becky Downie                | 6.300  | 8.500  |      | 14.800 | Q     |
| 6    | Liu Tingting                | 6.000  | 8.766  |      | 14.766 | Q     |
| 7    | Simone Biles                | 6.200  | 8.533  |      | 14.733 | Q     |
| 8    | Angelina Melnikova          | 6.300  | 8.400  |      | 14.700 | Q     |
| 9    | Anastasia Agafonova         | 6.400  | 8.300  |      | 14.700 | –     |
| 10   | Grace McCallum              | 6.100  | 8.541  |      | 14.641 | –     |
| 11   | Tang Xijing                 | 6.000  | 8.633  |      | 14.633 | R1    |
| 12   | Mélanie de Jesus dos Santos | 6.100  | 8.500  |      | 14.600 | R2    |
| 13   | Claire Pontlevoy            | 6.200  | 8.200  |      | 14.400 | R3    |

#### Trave
| Pos. | Ginasta                     | Nota D | Nota E | Pen.  | Total  | Qual. |
| ---- | --------------------------- | ------ | ------ | ----- | ------ | ----- |
| 1    | Simone Biles                | 6.500  | 8.300  |       | 14.800 | Q     |
| 2    | Li Shijia                   | 6.200  | 8.300  |       | 14.500 | Q     |
| 3    | Liu Tingting                | 6.200  | 8.200  | 0.100 | 14.300 | Q     |
| 4    | Chen Yile                   | 6.400  | 7.866  |       | 14.266 | –     |
| 5    | Flávia Saraiva              | 5.800  | 7.900  |       | 13.700 | Q     |
| 6    | Mélanie de Jesus dos Santos | 5.700  | 7.916  |       | 13.616 | Q     |
| 7    | Sarah Voss                  | 5.700  | 7.900  |       | 13.600 | Q     |
| 8    | Ellie Black                 | 5.600  | 7.933  |       | 13.533 | Q     |
| 9    | Ana Padurariu               | 5.900  | 7.600  |       | 13.500 | Q     |
| 10   | Kara Eaker                  | 5.400  | 8.066  |       | 13.466 | R1    |
| 11   | Alice Kinsella              | 5.500  | 7.933  |       | 13.433 | R2    |
| 12   | Sunisa Lee                  | 6.200  | 7.200  |       | 13.400 | –     |
| 13   | Angelina Melnikova          | 5.400  | 7.966  |       | 13.366 | R3    |

#### Solo
| Pos. | Ginasta                     | Nota D | Nota E | Pen.  | Total  | Qual. |
| ---- | --------------------------- | ------ | ------ | ----- | ------ | ----- |
| 1    | Simone Biles                | 6.600  | 8.433  | 0.200 | 14.833 | Q     |
| 2    | Sunisa Lee                  | 5.700  | 8.500  |       | 14.200 | Q     |
| 3    | Jade Carey                  | 6.300  | 8.100  | 0.200 | 14.200 | –     |
| 4    | Angelina Melnikova          | 5.900  | 8.200  |       | 14.100 | Q     |
| 5    | Mélanie de Jesus dos Santos | 5.800  | 8.266  | 0.100 | 13.966 | Q     |
| 6    | Lilia Akhaimova             | 6.000  | 7.933  |       | 13.933 | Q     |
| 7    | Flávia Saraiva              | 5.500  | 8.333  |       | 13.833 | Q     |
| 8    | Roxana Popa                 | 5.400  | 8.400  |       | 13.800 | Q     |
| 9    | Grace McCallum              | 5.600  | 8.166  |       | 13.766 | –     |
| 10   | Nina Derwael                | 5.000  | 8.600  |       | 13.600 | Q     |
| 11   | Brooklyn Moors              | 5.200  | 8.366  |       | 13.566 | R1    |
| 12   | Tisha Volleman              | 5.300  | 8.233  |       | 13.533 | R2    |
| 13   | Giulia Steingruber          | 5.400  | 8.100  |       | 13.500 | R3    |

## Nações participantes
Um total recorde de 92 nações enviaram representantes ao Mundial de Ginástica Artística em 2019, sendo 289 homens e 259 mulheres totalizando 548 ginastas. Entre parênteses o número de ginastas por país.
- África do Sul (3)
- Albânia (1)
- Alemanha (12)
- Argélia (4)
- Argentina (8)
- Armênia (4)
- Austrália (11)
- Áustria (6)
- Azerbaijão (4)
- Bélgica (12)
- Bielorrússia (8)
- Bolívia (3)
- Brasil (12)
- Bulgária (3)
- Canadá (12)
- Catar (3)
- Cazaquistão (6)
- Chile (4)
- China (12)
- Chipre (5)
- Colômbia (6)
- Coreia do Norte (7)
- Coreia do Sul (12)
- Costa Rica (5)
- Croácia (4)
- Cuba (4)
- Dinamarca (6)
- Egito (8)
- El Salvador (3)
- Equador (3)
- Eslováquia (3)
- Eslovênia (6)
- Espanha (12)
- Estados Unidos (12)
- Filipinas (1)
- Finlândia (9)
- França (12)
- Geórgia (4)
- Grã-Bretanha (12)
- Grécia (6)
- Guatemala (5)
- Hong Kong (6)
- Hungria (12)
- Ilhas Caimã (1)
- Índia (6)
- Indonésia (2)
- Irão (2)
- Irlanda (6)
- Islândia (3)
- Israel (6)
- Itália (12)
- Jamaica (6)
- Japão (12)
- Jordânia (3)
- Kuwait (3)
- Letônia (6)
- Lituânia (5)
- Luxemburgo (1)
- Malásia (4)
- Marrocos (2)
- México (9)
- Mônaco (1)
- Mongólia (1)
- Nigéria (5)
- Noruega (9)
- Nova Zelândia (5)
- Países Baixos (12)
- Panamá (2)
- Peru (6)
- Polônia (4)
- Porto Rico (6)
- Portugal (5)
- Chéquia (9)
- República Dominicana (4)
- Romênia (12)
- Rússia (12)
- Sérvia (5)
- Singapura (1)
- Síria (1)
- Sri Lanka (1)
- Suécia (5)
- Suíça  (12)
- Tailândia (2)
- Taipé Chinesa (9)
- Trinidad e Tobago (1)
- Tunísia (2)
- Turquia (9)
- Ucrânia (10)
- Uruguai (3)
- Uzbequistão (6)
- Venezuela (3)
- Vietname (7)